# محمد نظیف شهرانی
محمد نظیف شهرانی استاد انسان‌شناسی و مطالعات آسیای میانه و خاورمیانه اهل افغانستان در دانشگاه ایندیانا بلومینگتون ایالات متحده است.

## زندگی
نظیف شهرانی در ولایت بدخشان افغانستان متولد شد. وی تحصیلات ابتدایی خود را در روستای شهران خاش، در ولسوالی جرم بدخشان به پایان رسانیده و قبل از ورود به دانشکده آموزش و پرورش دانشگاه کابل، در مکتب متوسطه ابن سینا و دارالمعلمین کابل تحصیل کرده‌است.
وی در طی سالهای ابتدایی تحصیلات خود در دانشگاه کابل، در سال ۱۹۶۷ از طرف دانشگاه هاوایی، هونولولو، بورس تحصیلی مرکز شرق و غرب را دریافت کرد و در آنجا کارشناسی خود را در رشته انسان‌شناسی (۱۹۷۰) گذراند. وی کارشناسی ارشد و دکتری خودرا از دانشگاه واشینگتن، سیاتل بین سالهای ۱۹۷۲ و ۱۹۷۶ دریافت کرد. شهرانی میان سال‌های ۱۹۷۲ و ۱۹۷۴ تحقیقات میدانی خودش را در ولسوالی واخان در شمال شرقی افغانستان میان عشایر قرقیز، چوپان‌های پامیری و همسایگان وخی در جامعه کشت و صنعتشان انجام داد. وی سپس به عنوان مشاور مردم‌شناسی برای فیلم قرقیزهای افغانستان، که در پاییز ۱۹۸۱ از شبکه پی‌بی‌اس پخش شد، کار کرد.
شهرانی پیش از آنکه در سال ۱۹۹۰ به دانشگاه ایندیانا برود، در چندین دانشگاه آمریکایی از جمله مرکز مطالعات خاورمیانه هاروارد، دانشگاه نوادا-رینو، دانشگاه استنفورد و دانشگاه کالیفرنیا، لس آنجلس سمت‌های پژوهشی و آموزشی داشته‌است. وی همچنین عضو مرکز بین‌المللی دانشوران وودرو ویلسون مؤسسه اسمیتسونین در سال‌های ۱۹۹۷ و ۹۸ بود.
شهرانی دربارهٔ گروه‌های مردم‌شناسی، مطالعات اوراسیای مرکزی و گروه‌های زبان و فرهنگ خاور نزدیک در دانشگاه ایندیانا تدریس می‌کند. وی تحقیقات میدانی گسترده‌ای را در افغانستان، ترکیه، پاکستان و ازبکستان انجام داده‌است.
وی پدر سه فرزند است.

## آثار
سهم عمده وی در مطالعات آسیای میانه شامل موارد زیر است:
- قرقیزها و وخی‌های افغانستان: سازگاری با مرزهای بسته جنگ. سیاتل، انتشارات دانشگاه واشینگتن. ۲۰۰۲
- انقلاب‌ها و شورش‌ها در افغانستان: چشم‌اندازهای مردم‌شناسی. م. نظیف شهرانی و رابرت ال. کانفیلد، چاپ برکلی، انستیتوی مطالعات بین‌الملل، دانشگاه کالیفرنیا. ۱۹۸۴
- بیش از ۴۰ فصل کتاب در مجلد ویرایش شده و مقالات پژوهشی در مجلات دانشگاهی ملی و بین‌المللی